# 巽村
巽村（たつみむら）は、和歌山県海草郡にあった村。現在の海南市中心部の南東一帯にあたる。

## 地理
- 山岳： 高倉山、一峰山、鏡石山
- 河川： 亀ノ川、日方川

## 歴史

### 村名の由来
名草郡の巽の方角（南東）の端に位置したことから。

### 沿革
- 1889年（明治22年）4月1日 - 町村制の施行により、名草郡扱沢村・東畑村・別所村・重根村・坂井村の区域をもって巽村が発足。
- 1896年（明治29年）4月1日 - 郡の統合により所属郡が海草郡に変更[1]。
- 1955年（昭和30年）4月10日 - 海南市に編入。同日巽村廃止。

## 村長
- 大田信一：1893年5月 - 1894年6月

## 交通

### 鉄道路線
- 野上電気鉄道
  - 野上線
    - 重根駅 - 紀伊阪井駅